# 底斑尖鼻魨
底斑尖鼻魨為輻鰭魚綱魨形目四齒魨亞目四齒魨科的其中一種，為熱帶海水魚，分布於太平洋夏威夷及日本海域，棲息深度124-274公尺，體長可達7.6公分，棲息在沙石底質底層水域，生活習性不明。